# Cortes (Monção)
Cortes ist ein Ort und eine ehemalige Gemeinde (Freguesia) im nordportugiesischen Kreis Monção. Die Gemeinde hatte 1515 Einwohner (Stand 30. Juni 2011).
Am 29. September 2013 wurden die Gemeinden Cortes und Mazedo zur neuen Gemeinde União das Freguesias de Mazedo e Cortes zusammengeschlossen.